# Посольство України в Росії
Посо́льство Украї́ни в Росі́йській Федера́ції — дипломатична місія України в Росію (1992—2022), розташовувалася в Москві в Леонтіївському провулку. При посольстві працювала Торгово-економічна місія України.

## Завдання посольства
Основне завдання Посольства України в Москві представляти інтереси України, сприяти розвиткові політичних, економічних, культурних, наукових та інших зв'язків, а також захищати права та інтереси громадян і юридичних осіб України, які перебувають на території Росії. Крім цього посольство України надає послуги щодо оформлення паспорта, реєстрації та нотаріальне посвідчення угод, видачі ліцензій та віз та інші.

## Історія дипломатичних відносин
Після проголошення незалежності Україною 24 серпня 1991 року Росія визнала державну незалежність України 5 грудня 1991 року. Дипломатичні відносини між Україною та Росією були встановлені 14 лютого 1992 року шляхом підписання Протоколу про встановлення дипломатичних відносин між Україною і Російською Федерацією.
24 лютого 2022 року, після початку повномасштабної війни Росії проти України, дипломатичні відносини між двома країнами було розірвано.

## Будівля посольства
Будівля посольства України — середини XVIII ст.; перша третина XIX ст.; огорожа — 1854; кінець XIX ст., архітектор Костянтин Биковський, Сергій Соловйов.
Будинок, який мав до 1880-х років вид простого ампірного особняка, зведений на фундаментах середини XVIII ст. У 1880-1890-х роках будівля перебудовувалася для нового власника-графа Олексія Уварова — видатного історика і археолога, онука гетьмана Кирила Розумовського, в результаті чого його прості класичні форми були прикрашені непомітним, але шляхетним еклектичним декором. Найвиразніші деталі фасаду — Тричастинні вікна другого поверху, увінчані фронтончиками і антаблементом, що спирається на скульптурні герми. Деталі фасадів і інтер'єру будинку, зруйнованих у 1919 році під час вибуху, влаштованому анархістами, були частково відновлені згодом. Реставрацію будинку після вибуху анархістів здійснив у 1922 році архітектор Володимир Маят.

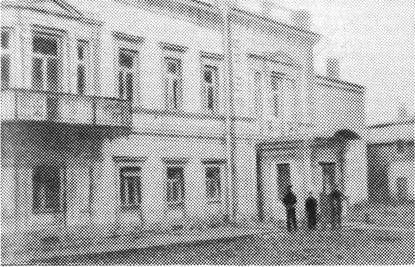
Будинок графа О.С Уварова — сер. XVIII ст.; перш. третина XIX ст., арх. К. М. Биковський, С. У. Соловйов

Будівля посольства за адресою: м. Москва, Леонтіївський провулок, 18/17 площею 1038 кв.м, двоповерховий будинок, переданий Державним комітетом оборони СРСР (розпорядження N ГКО-5296 від 5 березня 1944 р.) Раднаркому УРСР для розміщення в ньому Постійного Представництва Раднаркому УРСР при Раднаркомі СРСР.
Будівля посольства за адресою: м. Москва, Леонтіївський провулок, 18/17 площею 2451 кв.м, п'ятиповерховий будинок, переданий рішенням Московського міськвиконкому N 30/20 від 2 серпня 1965 р. на баланс Постійного представництва Ради Міністрів УРСР при Раді Міністрів СРСР та реконструйований за рахунок коштів Ради Міністрів Української РСР.
Будівля посольства за адресою: м. Москва, Леонтіївський провулок, 18/17 площею 1483 кв.м, двоповерховий службовий будинок колишнього Постійного Представництва УРСР, побудований за рахунок капітальних вкладень, переданих Радою Міністрів УРСР Московському міськвиконкому у встановленому порядку.
Будівля посольства за адресою: м. Москва, Вознесенський провулок, 17/18 площею 3040 кв.м, шестиповерховий будинок колишнього готелю Постійного Представництва УРСР, переданий на баланс Постійного Представництва Ради Міністрів УРСР при Раді Міністрів СРСР рішенням Московського міськвиконкому N 2382 від 8 серпня 1978 року та реконструйований за рахунок капітальних вкладень, виділених Радою Міністрів УРСР.

## Керівники дипломатичної місії
| N    | Країна  | Посол                            | Зображення | Інформація                       |
| ---- | ------- | -------------------------------- | ---------- | -------------------------------- |
| 1    | Україна | Крижанівський Володимир Петрович |            | (1991—1994) посол                |
| 2    | Україна | Федоров Володимир Григорович     |            | (1995—1999) посол                |
| 3    | Україна | Білоблоцький Микола Петрович     |            | (1999—2005) Посол                |
| т.п. | Україна | Осаволюк Леонід Васильович       |            | (2005—2006) тимчасовий повірений |
| 4    | Україна | Дьомін Олег Олексійович          |            | (2006—2008) Посол                |
| 5    | Україна | Грищенко Костянтин Іванович      |            | (2008—2010) Посол                |
| 6    | Україна | Єльченко Володимир Юрійович      |            | (2010—2015) Посол                |
| т.п. | Україна | Німчинський Руслан Михайлович    |            | (2015—2019) Тимчасовий повірений |
| т.п. | Україна | Покотило Василь Іванович         |            | (2019—2022) Тимчасовий повірений |

## Генеральні консульства України в Росії
- Генеральне консульство України в Санкт-Петербурзі

1. Семенов Віктор Михайлович (1998—2004)
2. Рудько Микола Олександрович (2004—2009)
3. Прокопович Наталія Володимирівна (2009—2013)
4. Євдокімов Олег Володимирович (2013—2015) т.в.о.
5. Лозинська Леся Олександрівна (2015—2022)

- Генеральне консульство України в Ростові-на-Дону

1. Андрієнко Петро Павлович (2002—2006)[6]
2. Плохій Валерій Семенович (2006—2011)[7]
3. Москаленко Віталій Анатолійович (2011—2018)
4. Малишевський Тарас Михайлович (2018—2022) в.о. генерального консула

- Генеральне консульство України у Владивостоці, Новосибірську

1. Соловей Володимир Васильович (2004—2005)
2. Данильченко Олександр Петрович (2006—2011)
3. Турок Василь Михайлович (2012—2013) в.о.[8]
4. Москвітін Олександр Олексійович (2013—2015)
5. Іванова Діана Миколаївна (2015—2016) в.о.
6. Фіногенов Олег Михайлович (2016-20??) в.о.
7. Кононенко Сергій Анатолійович (20??-2022) в.о.

- Генеральне консульство України в Тюмені, в Єкатеринбурзі

1. Спис Микола Михайлович (1994—1999)
2. Мисник Павло Олексійович (1999—2004)
3. Левицький Євген Вікторович (2004—2009)
4. Колядин Михайло Сергійович (2009—2012)[9]
5. Запєвалов Данило Сергійович (2012—2020) консул[10]
6. Бондаренко Володимир Іванович (2012—2018)
7. Закраявський Георгій Іванович (2018—2022) в.о.

- Генеральне консульство України в Нижньому Новгороді

1. Мельничук Ігор Сергійович (2012—2016)[11]

## Генеральні консульства Української Держави в РРФСР
Генеральні консульства /посада 5 класу/
- Москва — Кривцов Олександр Климентійович (5.07.1918-22.12.1918)[12][13][14][15][16][17]
- Петроград — Веселовський Сергій Феофанович (5.07.1918-22.12.1918)

Консульські агентства 1 розряду /посада 6 класу/
- П'ятигорськ — Боржинський Федір Кіндратович (20.09.1918)
- Самара — Багрій Олександр Васильович (5.07.1918)
- Новочеркаськ — Володимир Міщенко (16.08.1918)[18]
- Омськ — Адамович (18.07.1918)
- Новомиколаївськ — Суховерський Йосип (27.08.1918)

Консульські агентства 2 розряду /посада 7 класу/
- Казань — Бочило Пилип (5.07.1918)
- Царицин — Перепичай Петро (4.07.1918)
- Саратов — Яковлів Іван (5.07.1918), віце-консул Сапицький Віктор Андрійович
- Пенза — Богданівський Федір Іполитович (20.05.1918) (родом із Полтавщини, член Пензенської губернської української ради)[19]

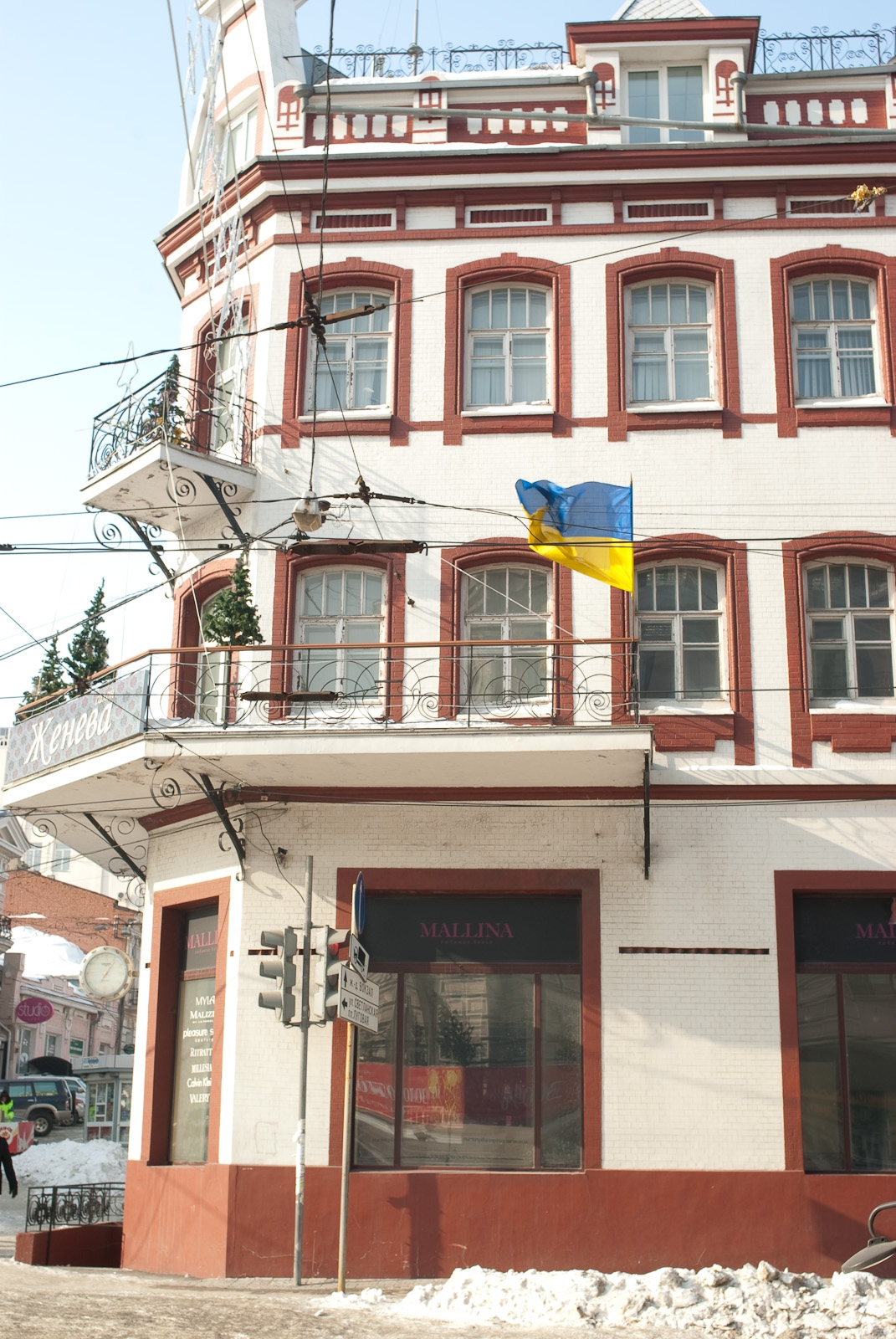
Генеральне консульство України у Владивостоці
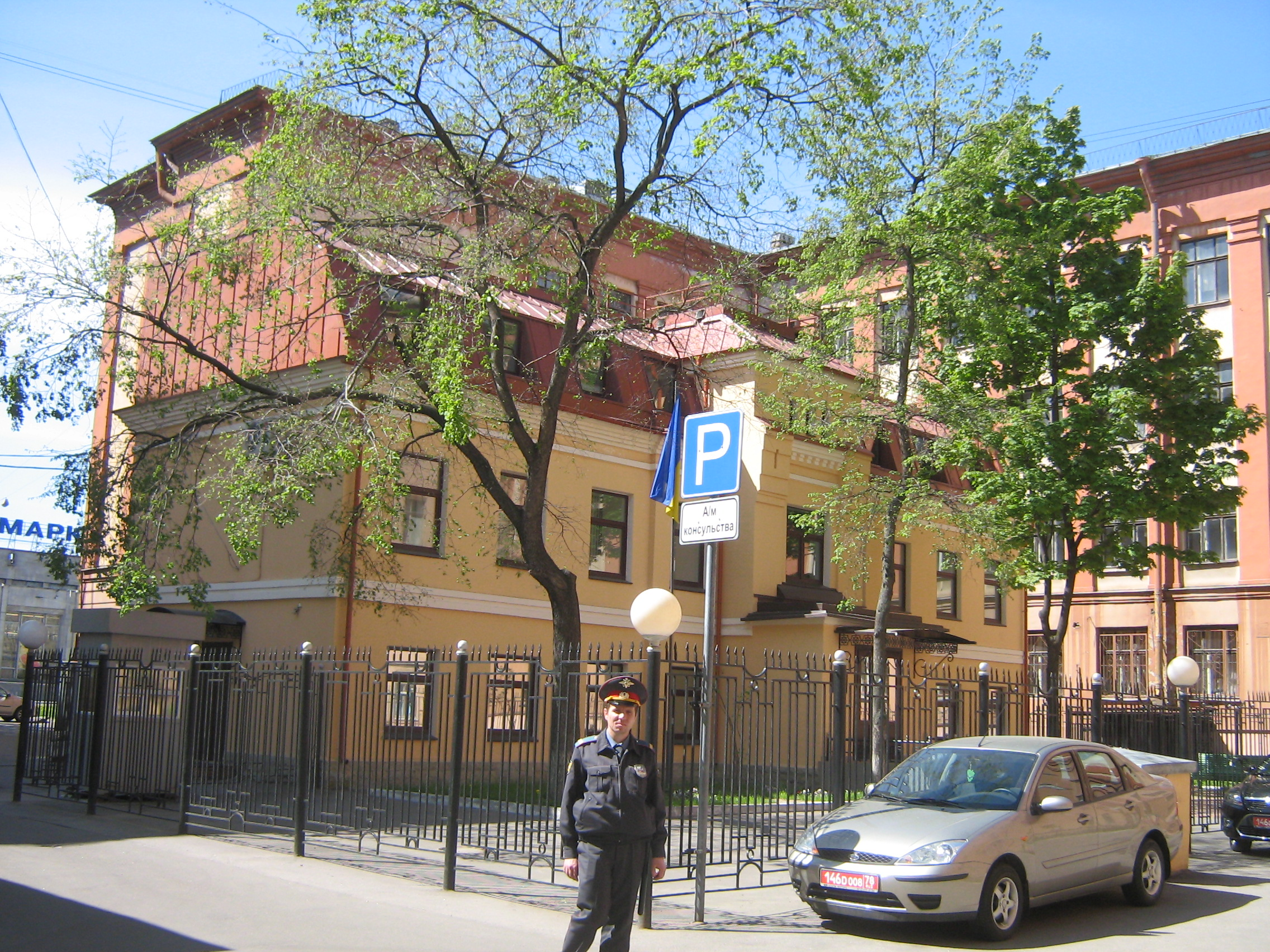
Генеральне консульство України у Санкт-Петербурзі

## Події в посольстві
17.03.2014 вранці у Москві четверо представників партії «Другая Россия», а також кореспондент видання «Грани.ру» вчинили напад на українське дипломатичні представництво. Нападники кинули на територію посольства дві димові шашки. Біля воріт посольства було розкидано листівки провокаційного характеру. Нападники були затримані московської поліцією. Зараз заходи безпеки у посольства України в Росії посилені.
Міністерство закордонних справ України відкликало для консультацій посла України в Росії Володимира Єльченка у зв'язку з ситуацією в Автономній Республіці Крим.
27.03.2014 Україна скоротила чисельність дипломатів у Посольстві України в Росії, в зв'язку з скороченням рівня двостороннього співробітництва з РФ.
14.04.2014 посольство України, анонімно повідомили про мінування будівлі дипломатичної місії. В результаті огляду будівлі спецслужбами, у супроводі українського дипломата, вибухівку не було виявлено. Під час перевірки рух транспорту біля посольства було перекрито, до посольства прибули швидка допомога та пожежна охорона.
16.06.2014 У понеділок вранці четверо активістів «Другая Россия» закидали посольство України в Москві димовими шашками і спробували проникнути всередину. Всі четверо затримані.
16.06.2014 До українського посольства в Москві, мешканці міста приносили квіти і записки, де висловили співчуття українцям.
16.07.2014 Консул України в Росії Геннадій Брескаленко зустрітився з Надією Савченко після дев'яти відмов з боку російської сторони у відвідуванні полоненої. За словами льотчиці, терористи відвезли її у Луганськ, а звідти з мішком на голові перевезли до Красного Луча. Вже звідти доправили до міста Богучар Воронезької області Росії.
20.02.2015 біля посольства України, затримали кілька людей за спробу покласти квіти в пам'ять Небесної сотні. Серед затриманих, російська опозиційна активістка Катерина Мальдон, відома своїми акціями на підтримку народного депутата України Надії Савченко та участю в антивоєнних пікетах.
12.06.2015 близько 22:30 після святкування Дня Росії близько ста невідомих прийшли до посольства України та закидали посольство яйцями. Також в Ростові-на-Дону, було здійснено напад на Генеральне консульство України, в результаті було розбито 17 вікон та оргтехніка консульства.
11.06.2016 — Близько 200 людей зібралися в ніч на суботу в Леонтійовському провулку в столиці Росії, вигукували антиукраїнські гасла, закидали посольство України яйцями і фаєрами.
22.06.2016 — за повідомленням СБУ російські спецслужби зробили спробу завербувати співробітника шифровального відділу посольства України в РФ. Дипломат після інструктажу української контррозвідки відмовився від подальших контактів і обговорень щодо запропонованої «співпраці» та повернувся на Батьківщину.
24.02.2022 — Україна розірвала дипломатичні стосунки з Росією, після початку повномаштабного вторгнення російських військ в Україну.